# Madiran (wijnstreek)

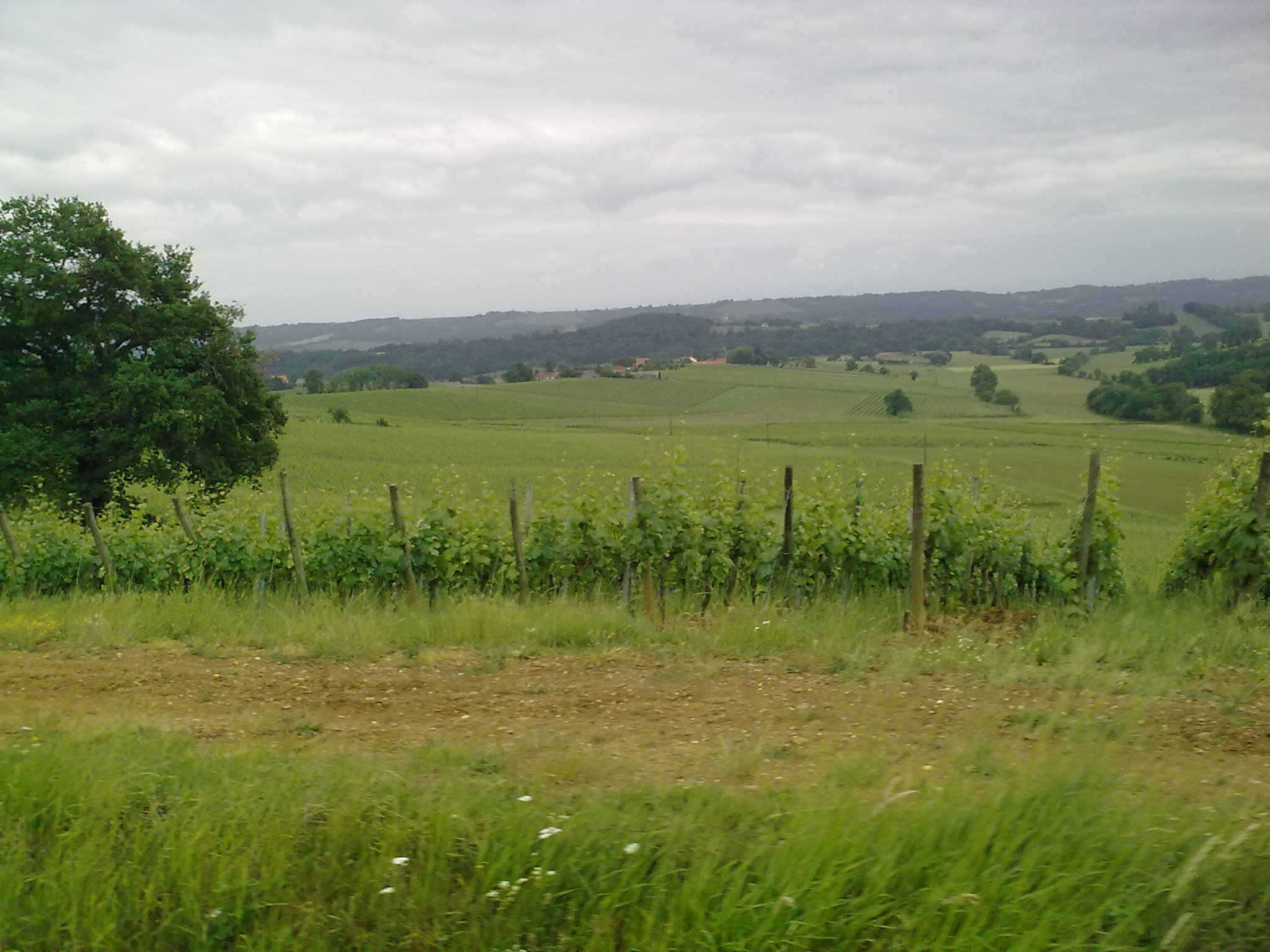
Wijngaard in Aydie.

De Madiran (rood) en de Pacherenc du Vic-Bilh (wit) zijn twee op kleinere schaal geproduceerde wijnen die geproduceerd worden in hetzelfde kleine gebied in het zuidwesten van Frankrijk, in het Frans de Sud-Ouest genoemd.

## Madiran
De madiranwijnen dragen de naam van het dorp Madiran, dat ten noorden van het hoogste gedeelte van de Pyreneeën ligt. Het productiegebied ligt verspreid over drie departementen; Gers, Hautes-Pyrénées en Pyrénées-Atlantiques. Geteeld wordt in 28 gemeentes, waarvan Madiran, Aydie, Crouseilles, Maumusson en Viella de belangrijksten zijn. De madiranwijn draagt sinds 1948 het Appellation d'Origine Contrôlée-keurmerk. Deze mag uitsluitend voor de rode wijn gebruikt worden. AOC Madiran moet ten minste voor 40% en ten hoogste voor 60% uit Tannat bestaan. De rode Madiran is donker van kleur, pittig, krachtig en met een frambozengeur. De wijn mag niet binnen één jaar verkocht worden. Om de tanines te temperen wordt de wijn enige tijd op (nieuw) eiken fust bewaard. Naast de Tannat druif zijn de Cabernet Sauvignon, de Cabernet Franc en de Fer Servadou ook wel Pinenc genoemd, toegestaan in de AOC. Het is een wijn die goed bewaard kan worden. Hij past goed bij Gasconse gerechten, zoals Cassoulet, Confit, Magret de Canard, wild en schapenkaas uit de Pyreneeën. De wijn is goed voor hart en bloedvaten. Het hoogste aandeel aan werkzame polyphenolen (bijna vier keer zo veel als in andere wijnen), werd in een pikzwarte tannatwijn uit Madiran gevonden.

## Pacherenc du Vic-Bilh
In het gebied worden ook een volle, zachte, laat geoogste witte, moelleux-, likeurachtige wijngeproduceerd, die de naam Pacherenc du Vic-Bilh dragen. Deze witte wijn draagt sinds 1997 eveneens het keurmerk AOC en wordt hoofdzakelijk samengesteld uit de druivensoorten Arrufiac (waaruit de wijn voor ten minste 30% moet bestaan), Courbu en Petit-Manseng. Het gezamenlijk aandeel van deze soorten moet ten minste 60% zijn. Daarnaast worden bijvoorbeeld Gros-Manseng, Sauvignon blanc en Sémillon gebruikt. Het aandeel van de twee laatstgenoemde soorten mag in totaal echter niet meer dan 10% bedragen.

## Terroir
De nabijheid van de Atlantische Oceaan en de Pyreneeën is onderdeel van het terroir. De regio heeft een oceanisch klimaat. In het noordoosten wordt de wijnaanplant echter beïnvloed door een continentaal klimaat. De wijngaarden liggen voornamelijk op de zuidelijke en zuidoostelijke hellingen van de noord-zuid lopende heuvelruggen. De grond ligt gemiddeld op een hoogte van 200 meter. De bodem is een mengeling van klei, kalk en stenen. De grond is sterk ijzer- en magnesiumhoudend. De kleibodem bestaat uit zanderig leem en is rijk aan kiezel. Er is soms sprake van terrasbouw.
| Maand                                                                      | Jan | Fébr | Maart | Apr  | Mei  | Jun  | Jul  | Aug  | Sept | Oct  | Nov  | Déc  | Jaar |
| -------------------------------------------------------------------------- | --- | ---- | ----- | ---- | ---- | ---- | ---- | ---- | ---- | ---- | ---- | ---- | ---- |
| Gemiddelde minimumtemperatuur (°C)                                         | 1,9 | 2,8  | 4,3   | 6,3  | 10,1 | 13   | 15   | 15,1 | 12,3 | 8,9  | 4,8  | 2,8  | 8,1  |
| Gemiddelde maximum temperatuur (°C)                                        | 11  | 12,4 | 14,5  | 16,1 | 19,9 | 22,6 | 25,3 | 25,5 | 23,4 | 19,3 | 14,2 | 11,9 | 18   |
| Neerslag (gemiddelde hoeveelheid in mm)                                    | 100 | 98   | 96    | 114  | 113  | 81   | 63   | 72   | 83   | 100  | 113  | 100  | 1132 |
| Gemiddeld aantal uren zon                                                  | 114 | 124  | 169   | 166  | 189  | 184  | 200  | 201  | 175  | 135  | 102  | 94   | 1852 |
| Source :Climatologie mensuelle moyenne - station Météo-France de Pau-Uzain |     |      |       |      |      |      |      |      |      |      |      |      |      |